# Transformace na LL(1)
Transformace na LL(1) gramatiku je postup, jak gramatiku upravit na gramatiku LL(1). To je taková gramatika, která nemá konflikty v rozkladové tabulce. Ne všechny gramatiky lze převést na LL(1), takže aplikace této transformace nemusí vést k požadovanému výsledku.

## Pravidla transformace
Pro transformaci se používají čtyři pravidla, každé pravidlo odstraňuje nějaký konflikt v rozkladové tabulce.

### 1. odstranění levé rekurze
Levá rekurze se pozná tak, že pravidlo začínající Neterminálem má tento Neterminál na prvním místě na pravé straně pravidla. 
Mějme následující gramatická pravidla (Neterminály: {A,B} Terminály {a,b,c}) :
| pravidlo | first | poznámka            |
| -------- | ----- | ------------------- |
| A → AaB  | b,c   | zde je levá rekurze |
| A → b    | b     |                     |
| A → c    | c     |                     |
| B → c    | c     |                     |
| B → ac   | a     |                     |

Postup:
1. V pravidle, kde se vyskytuje levá rekurze vyjmu Neterminál na první pozici v pravé straně pravidla (v tomto případě A) a na konec pravidla dám nový Neterminál (v tomto případě A') a na začátek pravidla místo (A) dám (A')
2. Ostatní pravidla začínající tímto Neterminálem (A) opíšu a nakonec jim přidám nový Neterminál (A')
3. Doplním epsilon pravidlo pro nový Neterminál (A')

Upravená gramatická pravidla (Neterminály: {A,A',B} Terminály {a,b,c,epsilon}) :
| pravidlo     | first   | poznámka                                                                     |
| ------------ | ------- | ---------------------------------------------------------------------------- |
| A' → aBA'    | a       | I. odebral se Neterminál A a nakonec se přidal Neterminál A', upravení first |
| A → bA'      | b       | II. přidal se neterminál A'                                                  |
| A → cA'      | c       | II. přidal se neterminál A'                                                  |
| B → c        | c       |                                                                              |
| B → ac       | a       |                                                                              |
| A' → epsilon | epsilon | III. nové epsilon pravidlo                                                   |

### 2. levá faktorizace
Tímto pravidlem se odstraňuje konflikt first-first

Mějme následující gramatická pravidla (Neterminál: {A} Terminály {a,b,c}) :
| pravidlo | first | poznámka |
| -------- | ----- | -------- |
| A → ab   | a     |          |
| A → ac   | a     |          |

Postup:

Z konfliktních pravidel utvořím nové ponecháním konfliktního Terminálu (v tomto případě a) a přidáním nového Neterminálu (v tomto případě A')

Pro nový Neterminál (A') vytvořím nová pravidla z původních konfliktních, tím že z nich odstraním konfliktní Terminál (a)
Upravená gramatická pravidla (Neterminály: {A,A'} Terminály {a,b,c}) :
| pravidlo | first | poznámka                                                |
| -------- | ----- | ------------------------------------------------------- |
| A → aA'  | a     | použil se konfliktní Terminál a přidal se Neterminál A' |
| A' → b   | b     | odstraněn konfliktní Terminál a                         |
| A' → c   | c     | odstraněn konfliktní Terminál a                         |

### 3. levá rohová substituce / extrakce pravého kontextu (dosazení)
Mějme následující gramatická pravidla (Neterminál: {A,B} Terminály {a,b,c,d}) :
| pravidlo | first | poznámka            |
| -------- | ----- | ------------------- |
| A → ab   | a     |                     |
| A → Bc   | a,c   | zde se musí upravit |
| B → ab   | a     |                     |
| B → cd   | c     |                     |

Postup:

V nevyhovujícím pravidle nahradíme Neterminál na pravé straně (v tomto případě B) pravou stranou pravidel pro pravidlo B (v tomto případě ab, cd).
Upravená gramatická pravidla (Neterminály: {A,B} Terminály {a,b,c,d}) :
| pravidlo | first | poznámka                                      |
| -------- | ----- | --------------------------------------------- |
| A → ab   | a     |                                               |
| A → abc  | a     | náhrada Neterminálu B pravou stranou z B → ab |
| A → cdc  | c     | náhrada Neterminálu B pravou stranou z B → cd |
| B → ab   | a     |                                               |
| B → cd   | c     |                                               |

Pro danou gramatiku jsou již pravidla pro B nedostupná a tudíž se mohou kompletně vynechat. Po aplikaci pravidla nám vznikl konflikt first-first a ten odstraníme aplikací 2. pravidla
Gramatická pravidla po odstranění first-first konfliktu (Neterminály: {A,A'} Terminály {a,b,c,d,epsilon}) :
| pravidlo     | first   | poznámka                                                     |
| ------------ | ------- | ------------------------------------------------------------ |
| A → abA'     | a       | použili se konfliktní Terminály ab a přidal se Neterminál A' |
| A → cdc      | c       |                                                              |
| A' → epsilon | epsilon | odstranění konfliktních Terminálů ab                         |
| A' → c       | c       | odstranění konfliktních Terminálů ab                         |

### 4. Pohlcení Terminálu (řetězce)
Odstraňuje first-follow konflikt
Mějme následující gramatická pravidla (Neterminál: {A,B} Terminály {a,c,d,epsilon}) :
| pravidlo    | first   | follow | poznámka                       |
| ----------- | ------- | ------ | ------------------------------ |
| A → aBc     | a       |        | odtud se dostalo c do follow B |
| B → epsilon | epsilon | c      |                                |
| B → cd      | c       |        |                                |

Postup:

V pravidle odkud se dostal konfliktní Terminál (v tomto případě c) do follow sloučím s předcházejícím Neterminálem (v tomto případě B) tuto sloučeninu označím jako nový Neterminál (v tomto případě [Bc])

Pro nový Neterminál vytvořím pravidla ze stávajících pravidel pro Neterminál (B) a na jejich konec přidám Terminál (c)
Upravená gramatická pravidla (Neterminály: {A,B,[Bc]} Terminály {a,c,d,epsilon}) :
| pravidlo    | first   | follow  | poznámka                                                |
| ----------- | ------- | ------- | ------------------------------------------------------- |
| A → a[Bc]   | a       |         | sloučeni Neterminálu B s Terminálem c v nový Neterminál |
| B → epsilon | epsilon | epsilon |                                                         |
| B → cd      | c       |         |                                                         |
| [Bc] → c    | c       |         | pravidlo B → epsilon doplněné o Terminál c              |
| [Bc] → cdc  | c       |         | pravidlo B → cd doplněné o Terminál c                   |

Pro danou gramatiku jsou již pravidla pro B nedostupná a tudíž se mohou kompletně vynechat. Po aplikaci pravidla nám vznikl konflikt first-first a ten odstraníme aplikací 2. pravidla
| pravidlo     | first   | follow  | poznámka                                                |
| ------------ | ------- | ------- | ------------------------------------------------------- |
| A → a[Bc]    | a       |         |                                                         |
| [Bc] → cB'   | c       |         | použil se konfliktní Terminál c přidal se Neterminál B' |
| B' → epsilon | epsilon | epsilon | odstranění konfliktního Terminálu c                     |
| B' → dc      | d       |         | odstranění konfliktního Terminálu c                     |